# لونا 9
لونا 9 (بالروسية: Луна-9) هو مسبار أرسله الاتحاد السوفييتي في إطار برنامج لونا لاكتشاف القمر. وقد أقلعت لونا 9 يوم 3 فبراير 1966 وكانت أول مركبة فضاء تهبط سالمة على سطح القمر، وقامت بإرسال صورا إلى الأرض.

## وصف لونا 9
يزن المسبار الذي هبط سالما على سطح القمر نحو 99 كيلوجرام. وقد استخدم وسادة تقيه من الاصطدام بسطح القمر وكان يهبط بسرعة 10 متر/ثانية. وكان شكله كرويا ذو قطر 58 سنتيمتر ومحكما لمنع التسريب ومزودا بأجهزة الاتصال اللاسلكي، وآلة توقيت لإجراء البرنامج العلمي، ونظام لضبط درجة الحرارة، وأجهزة علمية ومصدر كهربائي وكاميرا تلفزيونية.
أقلع الصاروخ الحامل ذو أربعة مراحل وأوصل المسبار إلى مدار حول الأرض. ثم واصلت المرحلة الرابعة الرحلة إلى القمر وانفصلت عن  لونا 9  قبل الهبوط على القمر بوقت قصير.

## لونا 9 على القمر
بعد الهبوط يوم 3 فبراير 1966 في بحر بروسيلاروم، تفتحت الأربعة بتولات التي كانت تغطي قمة لونا 9 وكونت قاعدة للمسبار على سطح القمر . واتخذت الهوائيات وضعها الذي يمكّنها من الإرسال، وبدأت الكاميرا ذات المرآة الدوارة التقاط صور حول المسبار. وأرسل المسبار 7 فترات للصور تبلغ في مجموعها نحو 8 ساعات، بالإضافة إلى 3 أفلام تلفزيونية.

## نتائج البعثة
شكلت الصور التي وصلت من لونا 9 إلى الأرض صورة بانورامية موضحة أفق عريض من القمر، شملت صخورا قريبة وأخرى إلى بعد 4و1 كيلومتر.
أثبت الاتحاد السوفييتي بهذه لبعثة تقدمه آنذاك في تكنولوجيا الفضاء حيث كانت لونا 9 أول مركبة فضاء تهبط سالمة على سطح القمر , وكانت لونا 9 هي تاسع محاولة للهبوط الهادئ على سطح القمر. وتمت جميع العمليات قبل الهبوط بنجاح تام، وهبط المسبار لونا 9 الكري ذو قطر 58 سنتيمتر بالقرب من فوهة راينر وفوهة ماريوس في بحر العواصف. وقامت لونا 9 إرسال البيانات إلى الأرض بعد مرور 5 دقائق من ملامسة سطح القمر.
وبيّن عداد الإشعاع درجة للإشعاع على سطح القمر تبلغ 30 مللي راد (أو 3و0 مللي جراي) في اليوم. ولكن ربما كان أهم معلومة حصلت عليها لونا 9 أن الأجسام لا تغوص في غبار القمر، أي أن سطح القمر مستعد لحمل مركبة فضاء ثقيلة. وكان آخر اتصال مع لونا 9 يوم 6 فبراير 1966.